# 加治木インターチェンジ

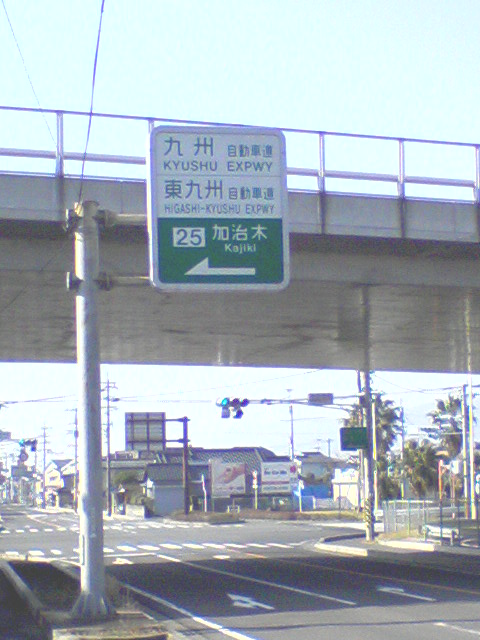
加治木IC入口

加治木インターチェンジ（かじきインターチェンジ）は、鹿児島県姶良市加治木町日木山にある九州自動車道及び隼人道路（東九州自動車道に並行する一般国道10号の自動車専用道路）のインターチェンジである。加治木JCTと一体的な構造となっており、九州自動車道方面はこのJCT部分を経由することとなる。

## 歴史
- 1973年（昭和48年）12月13日：九州自動車道・加治木IC（現在の加治木JCT）- 薩摩吉田IC間開通に伴い供用開始[1]。鹿児島県初の高速道路の開通区間となった[2]。
- 1976年（昭和51年）11月29日 : 溝辺鹿児島空港IC - 加治木IC間開通。
- 1992年（平成4年）3月25日：隼人道路・加治木IC - 隼人東IC間開通[1]。
- 2001年（平成13年）12月19日：九州自動車道と隼人道路が直接接続になり、加治木JCTが供用開始される。

## 周辺
- 西日本高速道路九州支社鹿児島高速道路事務所（加治木JCTに併設）
- 鹿児島県警察高速道路交通警察隊
- 鹿児島県立加治木高等学校
- 鹿児島県立加治木工業高等学校
- 加治木駅（JR九州・日豊本線）

## 接続する道路
- 直接接続
  - 国道10号（加治木バイパス）
  - 鹿児島県道55号栗野加治木線

## 料金所
- ブース数：5

### 入口
- ブース数：2
  - ETC専用：1
  - 一般・ETC：1

### 出口
- ブース数：3
  - ETC専用：1
  - 一般：2

## 隣
E3 九州自動車道
(24)溝辺鹿児島空港IC - (25-1)加治木JCT（(25)加治木IC） - (25-2)桜島SA/スマートIC - (26)姶良IC
E78 東九州自動車道（隼人道路）
(42)隼人西IC - (25)加治木IC - (25-1)加治木JCT